# سیدلتسه (استان اشوی‌داشکسیه)
سیدلتسه (به لهستانی: Siedlce) یک منطقهٔ مسکونی در لهستان است که در گمینا خنچینه واقع شده‌است. سیدلتسه ۶۱۰ نفر جمعیت دارد.